# 青物横丁站
青物横丁站（日语：／ Aomono-yokochō eki */?）位於日本東京都品川區南品川三丁目，是京濱急行電鐵本線的鐵路車站。車站編號為KK04。

## 歷史
- 1904年（明治37年）5月8日 - 開業[1]。開業當時為青物橫町站[1]。
- 1968年（昭和43年）6月21日 - 都營地下鐵1號線（現：淺草線）開始直通運轉，為特急停靠站[3][4]。
- 1989年（平成元年）6月25日 - 上行線高架化[3]。
- 1990年（平成2年）12月2日 - 下行線高架化[3]。
- 1991年（平成3年）12月16日 - 高架站房啟用[3]。
- 1994年（平成6年）10月25日 - 站內發生槍擊事件，一名47歲醫生遭其診療過的37歲病患開槍，送醫不治。
- 1997年（平成9年）10月4日 - 月台對應長度延長至12輛編組。
- 2010年（平成22年）5月16日 - 京急線改點，為機場急行停靠站。
- 2019年（令和元年）7月8日至9月16日 - 京急成立120周年及知名動漫作品《航海王》連載20周年，做為慶祝活動的一環，將站名牌標示的站名改為「青物橫喬巴車站」（青物横チョッパー駅），並繪有航海王角色喬巴。[5]

### 站名由來
「青物橫丁」是源自於江戶時代此地有農民的「青物」（當時野菜與山菜的總稱）市場。是日本唯一以「橫丁」命名的鐵路車站。

## 車站結構

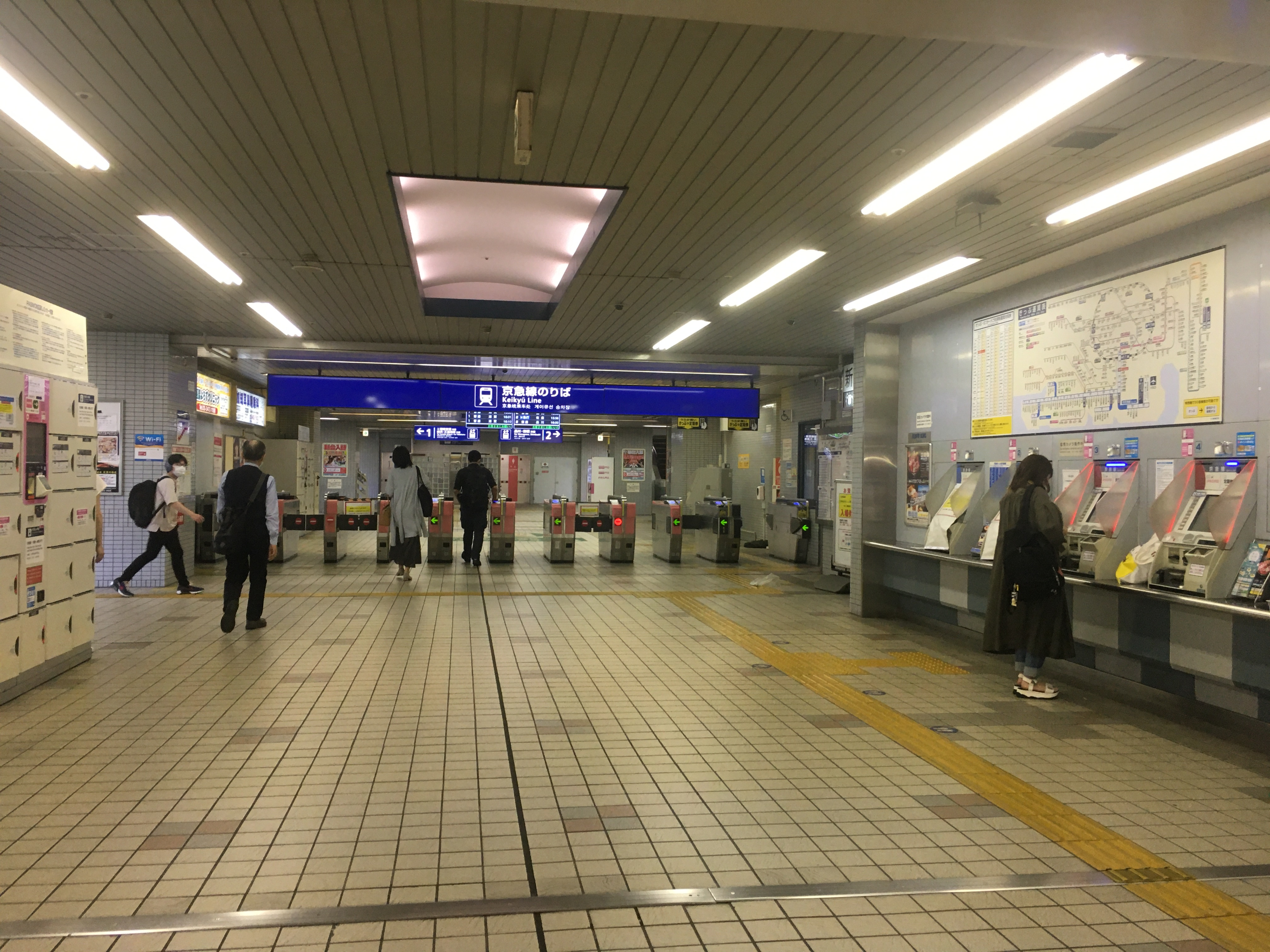
閘口遠景(2022年5月)

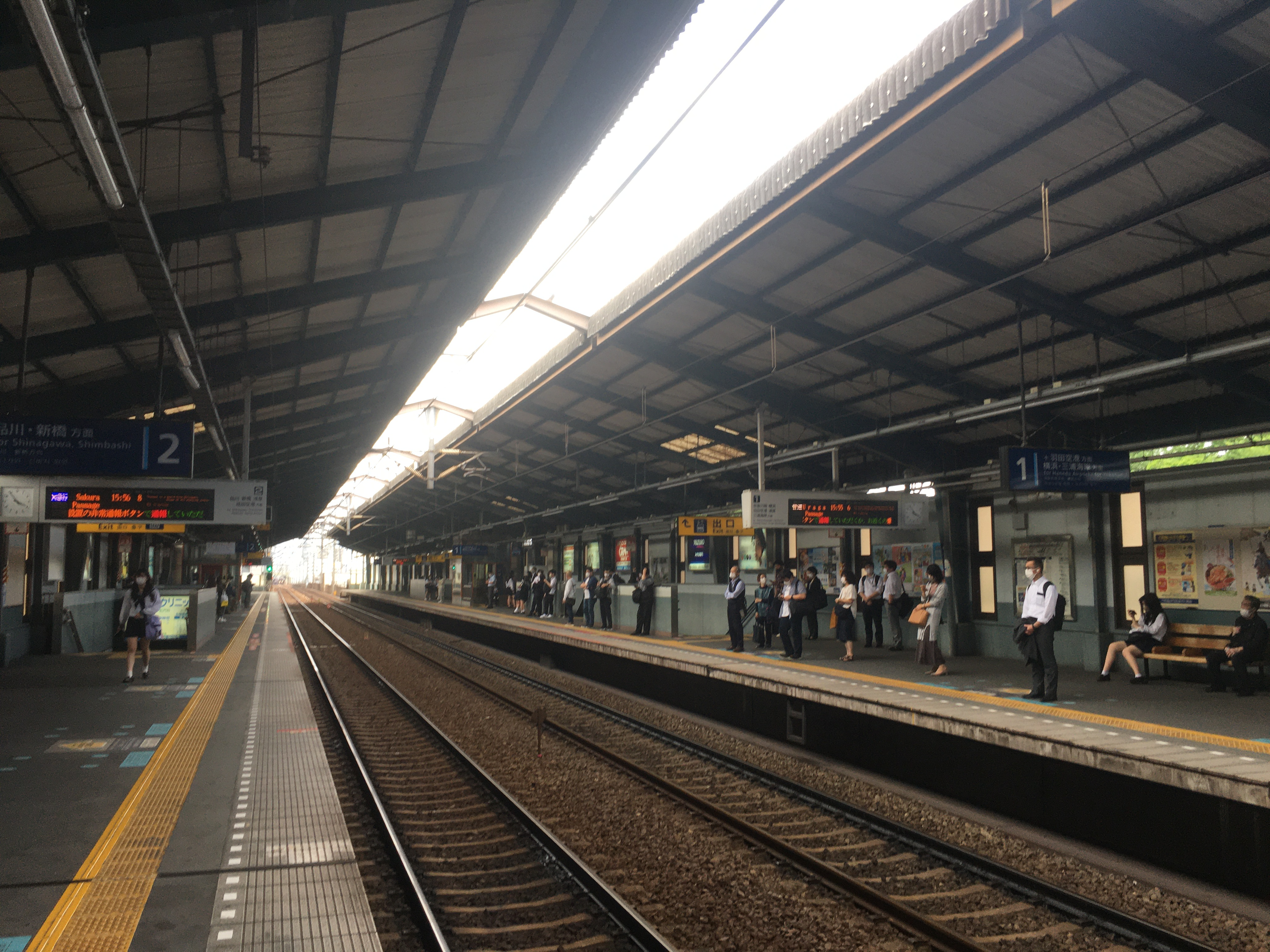
月台(2022年5月)

本站是側式月台2面2線高架車站。出入口與剪票口外大廳、剪票口內大廳與月台之間有電梯與電扶梯。付費區內有多功能廁所。
2012年10月21日改點後，午間與周六日夜間的機場急行升格為快特，該時段往羽田機場方向須在京急蒲田站換車，往都營淺草線新橋方向需在品川站換車。

### 月台配置
| 月台 | 路線 | 方向 | 目的地                             |
| ---- | ---- | ---- | ---------------------------------- |
| 1    | 本線 | 下行 | 羽田機場、橫濱、浦賀、三浦海岸方向 |
| 2    | 本線 | 上行 | 品川、新橋、淺草、成田機場方向     |

### 進站音樂
2008年12月14日起，品川區出身的歌手島倉千代子的代表曲《人生種種》（人生いろいろ）成為本站進站音樂。同時變更通過列車接近時警告音的音程。

## 使用情況
2016年度1日平均上下車人次為41,167人，京急線全部72個車站當中位居第13位。
近年1日平均上下車、上車人次如下。
| 年度               | 1日平均 上下車人次 | 1日平均 上車人次 | 來源     |
| ------------------ | ------------------ | ---------------- | -------- |
| 1992年（平成04年） |                    | 17,638           | [ * 1 ]  |
| 1993年（平成05年） |                    | 18,877           | [ * 2 ]  |
| 1994年（平成06年） |                    | 19,597           | [ * 3 ]  |
| 1995年（平成07年） |                    | 20,011           | [ * 4 ]  |
| 1996年（平成08年） |                    | 18,748           | [ * 5 ]  |
| 1997年（平成09年） |                    | 18,559           | [ * 6 ]  |
| 1998年（平成10年） |                    | 18,721           | [ * 7 ]  |
| 1999年（平成11年） |                    | 18,287           | [ * 8 ]  |
| 2000年（平成12年） |                    | 18,153           | [ * 9 ]  |
| 2001年（平成13年） |                    | 18,710           | [ * 10 ] |
| 2002年（平成14年） | 41,311             | 20,655           | [ * 11 ] |
| 2003年（平成15年） | 41,157             | 20,331           | [ * 12 ] |
| 2004年（平成16年） | 39,361             | 19,384           | [ * 13 ] |
| 2005年（平成17年） | 38,140             | 18,726           | [ * 14 ] |
| 2006年（平成18年） | 39,088             | 19,266           | [ * 15 ] |
| 2007年（平成19年） | 42,988             | 21,243           | [ * 16 ] |
| 2008年（平成20年） | 44,595             | 22,164           | [ * 17 ] |
| 2009年（平成21年） | 44,115             | 21,945           | [ * 18 ] |
| 2010年（平成22年） | 44,564             | 22,164           | [ * 19 ] |
| 2011年（平成23年） | 43,178             | 21,440           | [ * 20 ] |
| 2012年（平成24年） | 42,552             | 21,164           | [ * 21 ] |
| 2013年（平成25年） | 42,243             | 20,934           | [ * 22 ] |
| 2014年（平成26年） | 42,251             | 20,937           | [ * 23 ] |
| 2015年（平成27年） | 40,067             |                  |          |
| 2016年（平成28年） | 41,167             |                  |          |

## 車站周邊
- 東橫INN南品川青物橫丁站前
- 品川區役所（日语：品川区役所）品川第二地域中心
- 南品川二郵局
- 東京都立八潮高等學校（日语：東京都立八潮高等学校）
- 品川ETOILE女子高等學校（日语：品川エトワール女子高等学校）
- 青物橫丁商店街（日语：青物横丁商店街）
- 海雲寺（日语：海雲寺 (品川区)）
- 品川寺（日语：品川寺） - 空海開山之寺。江戶六地藏（日语：江戸六地蔵）第一番、海外回來的大梵鐘、樹齡推測有300年的大銀杏等。
- 品川海濱森林（日语：品川シーサイドフォレスト） - 步行7分左右
  - 品川海濱站（東京臨海高速鐵道臨海線）
  - 永旺品川海濱購物中心（日语：イオン品川シーサイドショッピングセンター）
- 住友不動產品川大廈 - 帝產觀光巴士（日语：帝産観光バス）本社、NEC ENGINEERING（日语：NECエンジニアリング）
- 科樂美運動俱樂部（日语：コナミスポーツクラブ）本社、科樂美運動俱樂部品川本店
- OK（日语：オーケー）青物橫丁店

### 巴士路線
可搭乘都營巴士、東急巴士、京濱急行巴士。最近的巴士站是都營巴士與東急巴士的「青物橫丁」、京濱急行巴士的「青物橫丁站」。
- 北方向
  - [ 品94 ] 往品川站（東急I）
- 東方向
  - [ 井96 ] 天王洲島循環（都營Y）
  - [ 井92 ] 經都立產業技術高專品川校區往八潮公園城循環（都營A）
  - [ 井98 ] 往大井水產物埠頭前（都營A）（平日早晚與周六早晨日間）
  - [ 井30 ] 往船之科學館（京急）
  - [ 井32 ] 往台場站（京急）（僅夜晚）
- 南方向
  - [ 井19 ] 往大森站、Leisure Land平和島（日语：ビッグファン平和島）（京急）
  - [ 井12 ] 經立會川站往八潮公園城循環（京急）
- 西方向
  - [ 品94 ] 往蒲田站（東急I）
  - [ 渋41 ] 往大井町站（東急M）
  - [ 井19、井12、井30、井32 ] 往大井町站（京急）
  - [ 井96、井98 ] 往大井町站東口（都營A、Y）

## 相鄰車站
京濱急行電鐵
 本線
□早晨翼號、□京急翼號、■機場快特、■快特、■快特（金澤文庫站以南為特急）
通過
■特急
品川（KK01）－青物橫丁（KK04）－平和島（KK08）
■機場急行
品川（KK01）－青物橫丁（KK04）－立會川（KK06）
■普通
新馬場（KK03）－青物橫丁（KK04）－鮫洲（KK05）

## 延伸閱讀
- 佐藤良介. . JTBパブリッシング. 2006-02-01. ISBN 4533061753.

## 外部連結
- 青物横丁站（各站資訊） - 京濱急行電鐵